# Miragolo San Marco
Miragolo San Marco (Miràguel San March [miˈɾaɡwɛl saˈmːaɾk] in dialetto bergamasco) è una frazione del comune di Zogno, in provincia di Bergamo, di 125 abitanti.
Il territorio comprende le contrade Colomber, Cà Longa, Cà del Colle, Cà Baratì e La Passata. Fino alla fine degli Anni '90, durante il periodo estivo, la frazione si popolava arrivando a circa 500 abitanti, compresi i villeggianti. Nel periodo estivo è ancora luogo di villeggiatura, seppur con numeri più modesti.

## Geografia fisica
La frazione Miragolo San Marco si colloca a 27 km dal capoluogo orobico e a 9 km dal capoluogo del comune di Zogno, cui essa appartiene; è situata sul lato sinistro della val Brembana sull'altura del monte Castello, nelle Orobie.
Miragolo San Marco è ricca di panorami che dominano l'intera bassa valle. 

## Il significato del nome
Il toponimo Miragol è un nome celtico, derivante da mor, mawe, mir, voce che significa "monte". Il suffisso -agol è un diminutivo. Il toponimo Miragol, che designa il nome della frazione, significa perciò "piccolo monte". Altra tesi sull'origine del nome riconduce il lemma al sostantivo latino miraculus, inteso nel senso di luogo dal quale si gode di una vista meravigliosa. 

### Il monte "detto di Miragolo"
Il monte "detto di Miragolo" da tempo immemorabile faceva parte dei possedimenti dei vescovi di Bergamo, i quali lo affittavano a compagnie di utenti dei paesi di Poscante (di cui la frazione miragolese faceva parte fino al 1928), Endenna,  Sambusita e delle località confinanti. Sul Monte Castello, sede oggi di una chiesetta alpina, era situato un antico castello o fortificazione accertata dai primi anni del XIV secolo, di proprietà di una famiglia Zanchi di Poscante di tendenza politica guelfa.

## Gli orologi "opus Miraguli"
Miragolo ricevette notevole lustro grazie alla famiglia Gritti: a partire dal 1725 circa i fratelli Giacomo Antonio Gritti e Carlo Gritti, appartenenti al ramo della famiglia Baratini (o De Baratinis), iniziarono la fabbricazione di orologi a pendolo di altissima precisione marchiati con la dicitura "Opus Miraguli" nella loro piccola bottega adibita ad officina, in località Fùr. 
Sono state avanzate varie ipotesi circa l'arrivo della famiglia Gritti a Miragolo, fra cui quella che asserisce la loro origine veneziana: il capostipite del ramo familiare potrebbe infatti essere Andrea Gritto, princeps Venetiarum (cioè doge) dal1532 al 1538. L'abilità manifatturiera nel costruire orologi venne importata presumibilmente dal Canton Grigioni, in seguito ad una parentesi migratoria dei fratelli o dei loro avi (un certo Bartolomeo Gritto è già segnalato nel campo dell'orologeria nel XVII Secolo).
I Gritti non apportarono innovazioni modulari o incrementali agli orologi, che tuttavia si contraddistinguevano per minuzia, dettagli, solidità e durata. Gli orologi a muro e le pendole erano fabbricati in ferro, il quadrante in rame sbalzato o più raramente argentato, decorati con cherubini o impreziositi da madonne la cui corona in metallo era mobile, a richiamare il moto del pendolo. Si presentavano con il loro nome latinizzato sul quadrante o sulla barretta di svincolo della suoneria, diventando così prodotti autoriali ben identificabili dalle firme dei due fratelli, Carolus e Jacobus; un discendente del ramo familiare dei Baciòla del Fùr era solito firmarsi con il proprio nome francesizzato in Jaques Antoin Grit. Ulteriore aspetto di riconoscimento è la lettera G modellata sulle sfere (le lancette) dei minuti. 
Tutto ciò che è rimasto dell'antica produzione dei Gritti (ruote dentate, telai per orologi, quadranti, scheletri di orologi, sfere per torri) è oggi conservato a Zogno, nel Museo della Valle.

## Da visitare

### Il santuario della Madonna del Perello
Meta di molti fedeli è il santuario della Madonna del Perello; si trova sulla strada che da Miragolo San Marco porta a Selvino. Venne costruito sul luogo ove si narra che la Madonna sia apparsa quattro volte a un contadino nel 1413. La struttura risale al XVI secolo e all'interno sono conservati interessanti affreschi coevi.
La tradizione, suffragata da una bolla papale del 1498, attesta l'esistenza in quel luogo del culto alla Vergine Santissima, fin dalla prima metà del Quattrocento. L'apparizione della Madonna è tramandata dalla credenza popolare la quale inoltre afferma che, nel punto in cui la Madonna (o S. Elisabetta, secondo alcuni) apparve e domandò di erigere una chiesa.
Il complesso dell'edificio ha tuttora l'aspetto di un antico eremo: è costituito da tre chiese di diversa grandezza, costruite quasi una sopra l'altra, due sagrestie, il campanile, i locali per l'abitazione del 'romito' e quelli per il ristoro dei pellegrini. Le modifiche apportate nei secoli lo hanno completato e reso più funzionale, senza alterarne le linee originali.
Molte sono le feste che lo caratterizzano: il lunedì di Pasqua per l'apertura, la prima domenica di maggio, il 2 luglio e la domenica successiva, in cui si celebra l'anniversario dell'Apparizione, il 15 agosto l'Assunta, la quarta domenica di ottobre per il pellegrinaggio delle parrocchie vicine e la festa di tutti i Santi.

### La chiesa
Le vecchie strutture della chiesa di Miragolo San Marco, costruita nel 1471, vennero profondamente modificate nella seconda metà del Settecento, con l'intervento dell'architetto Francesco Caniana di Alzano, il quale prima rinnovò la parte absidale nel 1776 e poi diede il disegno per una nuova aula nel 1782, realizzata tra il 1790 e il 1798.
Il portico esterno fu costruito nel 1876. La chiesa così rinnovata fu consacrata dal vescovo Pier Luigi Speranza il 9 giugno 1877, col titolo di San Marco e Santa Maria Maddalena.
È una costruzione garbata in stile neoclassico, con cupola centrale.
All'interno è presente l'affresco raffigurante l'Estasi di San Francesco d'Assisi dipinto da Vincenzo Angelo Orelli nel 1793.
L'organo del 1758 è della ditta Giuseppe Missaglia, riparato nel 1866 e nel 1903.
Il campanile fu innalzato dal 1854 al 1856.
Le cinque campane furono fuse nel 1858 e consacrate il 19 giugno 1860 dal vescovo Pier Luigi Speranza, rifuse nel 1907 nell'attuale concerto in re mg a sua volta reintegrato dopo la requisizione durante il secondo conflitto mondiale.

### I roccoli
Uno degli elementi più belli e caratteristici del paesaggio in Valle Brembana è quello costituito dai roccoli.
Nati in epoca medioevale come fonte integrativa di sostentamento della magra economia rurale, essi rappresentano un importante capitolo dell'architettura spontanea e della cultura rurale della Valle Brembana. Utilizzati per la raccolta degli uccelli, sono il risultato della sinergia tra una secolare passione venatoria, assai diffusa nei nostri paesi, la grande conoscenza dell'avifauna tecnica silvicolturale, proprie delle popolazioni di montagna.
Tutti i roccoli sono posti su punti dominanti, con ampio campo visivo, soprattutto verso est, per poter scorgere tempestivamente gli stormi in avvicinamento.
L'impianto fondamentale consiste in una costruzione realizzata in murature e legno (il casello), a forma di torretta e avvolta da specie rampicanti o da alberi addossati alla parete che mascherano la costruzione.
Sul casello, solitamente dotato di un piccolo ballatoio, si apposta l'uccellatore a sorvegliare l'arrivo dei migratori. Dal casello si sviluppa un doppio filare di alberi a semicerchio (il tondo o il cerchio) con la parte aperta in corrispondenza del casello. Il tondo costituisce la parte fondamentale per la cattura degli uccelli: le cime degli alberi si fanno congiungere così da formare una galleria all'interno della quale è posta un'intelaiatura che regge delle reti.
La funzione del roccolo è quella appunto di attrarre gli stormi degli uccelli in volo e catturarli mediante le reti. Nel tondo vi sono gli uccelli (richiami) disposti in gabbie che con il loro canto richiamano l'attenzione dello stormo. Quando lo stormo si posa, l'uccellatore dal casello lancia gli spauracchi, formati da rametti con penne di un rapace, che spingono gli uccelli ad infilarsi nel tondo, rimanendo intrappolati nelle reti.
Oggi esiste una conoscenza ecologica che ha portato già da anni al divieto di questa forma di caccia e i roccoli ancora funzionanti sono utilizzati per importanti studi sui flussi migratori dell'avifauna.
Di certo essi rimangono ancora oggi veri e propri monumenti architettonici, rappresentazione di una grande cultura naturalistica che ha permeato per secoli generazioni di montanari.
Dei roccoli esistenti un tempo, molti oggi sono andati perduti per abbandono e perché ricoperti e ormai nascosti dalla vagetazione; i più significativi a Miragolo San Marco sono: il Colomber', il Prato Rosso, il roccolo al colle e quello del Flin.

## Stazione Ornitologica
A Miragolo San Marco, precisamente alla località La Passata, accanto all'omonimo ristorante, vi è la stazione ornitologica più grande d'Italia; il nome si rifà al toponimo dove è collocata e dà l'idea che il luogo non sia nuovo al transito migratorio di numerose specie di uccelli. Fondata nel 1995, è stata riconosciuta l'anno successivo dalla Provincia di Bergamo.
La sua strategica posizione per la migrazione degli uccelli sia durante l'autunno che durante la primavera ha reso possibile la realizzazione di numerose attività di ricerca ornitologica che dal 1995 a oggi l'hanno trasformata in un laboratorio di ricerca all'aperto realizzato con particolarissime strutture di reti giapponesi denominate mist-net.

## Infrastrutture e trasporti
Miragolo rimase una località isolata e di difficile accesso, sia per mancanza di comode vie di comunicazione, sia per i rigori della stagione fredda, fino al dicembre 1966, anno in cui venne tolta dall'isolamento con l'apertura di una strada rotabile. Fino a quel momento le sole vie di accesso alla località erano le svariate mulattiere che ancora oggi è possibile percorrere a partire dal comune di Zogno. 
Oggi Miragolo è collegato dalle linee SAB tramite la linea B20C (Zogno - Endenna - Somendenna - Miragolo San Marco - Miragolo San Salvatore).

### Distanza dalle principali città della provincia
| Bergamo              | 27 km |
| Clusone              | 42 km |
| Dalmine              | 30 km |
| Piazza Brembana      | 27 km |
| San Pellegrino Terme | 14 km |
| Selvino              | 11 km |
| Seriate              | 30 km |
| Zogno                | 9 km  |

## Memorial Luciano Banfi /Miragolo Camp Soccer/Miragolo Camp Volley
Dal 2003 il Memorial Luciano Banfi, torneo di calcio a cinque organizzato dal giornalista Giovanni Caponago Del Monte, è stato uno degli avvenimenti principali dell'estate miragolese. Fino al 2011 è stato suddiviso in due categorie: la prima senior per ragazzi under-20 e la seconda (dal 2008 - al 2016) junior per ragazzi under-13. Dal 2011, in sostituzione del torneo senior, è organizzata la simbolica "Partita dell'Amicizia", disputata dai partecipanti delle precedenti edizioni. 
Sulla scorta del Memorial Luciano Banfi, dal 2017 fino al 2024 è stato istituito un torneo over 15 chiamato "Miragolo Camp Soccer". Nell'estate del 2023, in occasione del ventennale del memorial Luciano Banfi [2003-2023] viene conferita la storica teca in vetro alla squadra vincitrice. 
Dall'estate 2025 il torneo di calcio lascerà spazio alla partita in memoria del compianto Michele Persico. 
Parallelamente al progetto amatoriale calcistico, dal 2017 a continuazione del Memorial Mara Banfi viene organizzato anche il torneo di pallavolo a squadre miste chiamato dall'anno successivo "Miragolo Camp Volley".     
Di seguito viene riportato l'albo dei tornei di calcio Memorial Luciano Banfi dal 2003 al 2011 e dal 2017 al 2024.  
| Anno | Squadra campione   | Finalista          | Risultato        |
| ---- | ------------------ | ------------------ | ---------------- |
| 2003 | Miragolo           | Somendenna         | 10-1             |
| 2004 | Miragolo San Marco | Somendenna         | 8-2              |
| 2005 | Sambusita          | Miragolo San Marco | 3-0              |
| 2006 | Miragolo Rosso     | Miragolo Blu       | 3-3 (8-7 d.c.r.) |
| 2007 | Miragolo Blu       | Endenna            | 3-1              |
| 2008 | Miragolo Blu       | Somendenna         | 3-3 (7-6 d.c.r.) |
| 2009 | Miragolo Rosso     | Somendenna         | 4-1              |
| 2010 | Sambusita          | Somendenna         | 5-4              |
| 2011 | Endenna            | Somendenna         | 8-3              |
| 2017 | Somendenna         | Sambusita          | 4-3              |
| 2018 | Miragolo Rosso     | Vecchie glorie     | 2-2 (5-3 d.c.r.) |
| 2019 | Miragolo Blu       | Sambusita          | 2-0              |
| 2022 | El Dindondero      | Vecchie glorie     | 3-2              |
| 2023 | El Dindondero      | Scarsenal          | 4-4 (8-7 d.c.r)  |
| 2024 | n/a                | n/a                |                  |

Di seguito viene riportata l'albo dei tornei di pallavolo Memorial Mara Banfi e Miragolo Camp Volley disputati. 
| Anno | Squadra Campione | Finalista          | Risultato | Miglior Giocatore |
| ---- | ---------------- | ------------------ | --------- | ----------------- |
| 2009 |                  |                    |           |                   |
| 2010 | Miragolo Bianca  | Bivio              | 3-1       |                   |
| 2011 | Bivio            | ---                |           | Barbara Zanchi    |
| 2012 | Bivio            |                    |           | Cristina Merelli  |
| 2013 | Attack           | Miragolosi         | 3-0       | Alen Preda        |
| 2014 | Volley Vincere   | Miragolo Arancione | 3-2       | Davide Scandella  |
| 2015 | Besaid Aurochs   | Miragolo Arancione | 2-1       | Davide Ronchi     |
| 2016 | Chi del Còl      |                    |           |                   |
| 2017 | Chi del Còl      | Vecchie glorie     | 2-1       | n/a               |
| 2018 | Chi del Còl      | Desperados         | 2-0       | Laura Ravasio     |
| 2019 | Zanarkand Abes   | Vecchie glorie     | 3-2       | Beatrice Sonzogni |
| 2022 | Chi del Còl      | Vecchie glorie     | 2-1       | Luca Ravasio      |
| 2023 | Mambo            | Chi del Còl        | 2-1       | n/a               |
| 2024 | Mambo            | Chi del Còl        | 2-0       | Roberta Vezzoli   |
| 2025 | Gin Tonici       | Mambo              | 2-0       | Marika Vitali     |

## Galleria d'immagini

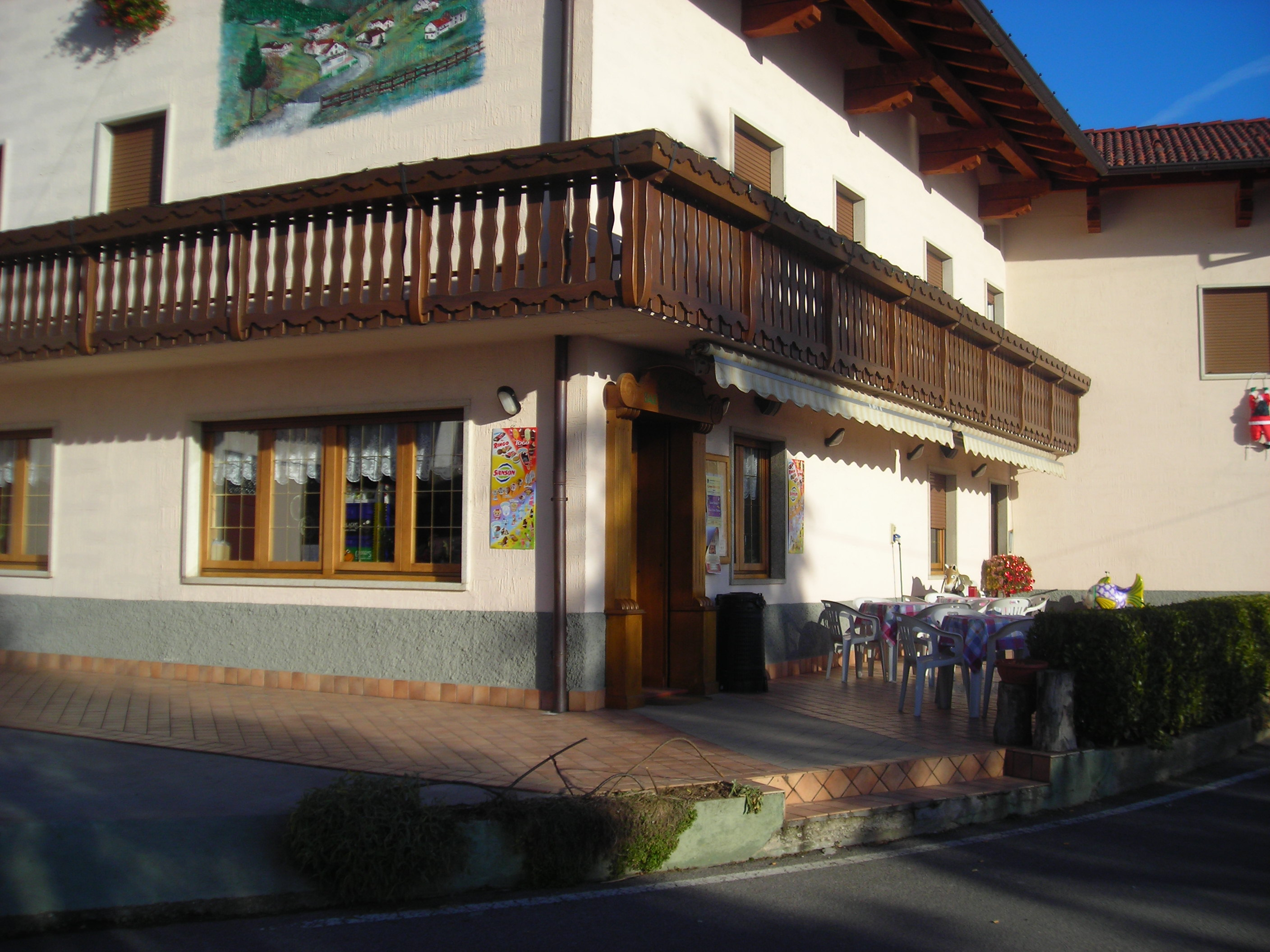
Il Bar Gritti a San Marco